# Psychotria erratica
Psychotria erratica är en måreväxtart som beskrevs av Joseph Dalton Hooker. Psychotria erratica ingår i släktet Psychotria och familjen måreväxter.

## Underarter
Arten delas in i följande underarter:
- P. e. erratica
- P. e. pedunculata